# Conseil européen des 20 et 21 octobre 2022
Les échanges des dirigeants de l'Union européenne réunis lors du Conseil européen des 20 et 21 octobre 2022 ont porté en priorité sur l'invasion de l'Ukraine par la Russie et ses conséquences, notamment la crise de l'énergie dans l'UE résultant de la chute des importations de gaz en provenance de la Russie.

## Ukraine
Le Conseil européen réaffirme qu'il condamne sans équivoque et rejette fermement l'annexion illégale, par la Russie, des régions ukrainiennes de Donetsk, de Louhansk, de Zaporijjia et de Kherson. L'Union européenne ne reconnaîtra jamais cette annexion illégale, de même que celle, datant de 2014, de la Crimée et de Sébastopol.
L'UE condamne les crimes de guerre commis contre les Ukrainiens, dont les preuves sont de plus en plus nombreuses, et la destruction continue d'infrastructures civiles par la Russie qui constituent une violation flagrante du droit international.
L'UE réaffirme qu'elle continuera d'apporter un soutien politique, militaire et financier solide à l'Ukraine, aussi longtemps qu'il le faudra.
Le Conseil européen appelle la Biélorussie à cesser de soutenir les opérations de l'armée russe en Ukraine et se dit prête à décider de nouvelles sanctions contre la Biélorussie. Le Conseil européen condamne fermement le soutien militaire apporté par l'Iran à la guerre d'agression russe en Ukraine et se félicite des sanctions adoptées par le Conseil de l'UE.

## Énergie et économie
Dans l'objectif de faire face à la crise énergétique résultant de la guerre en Ukraine, les dirigeants européens se sont accordés sur un ensemble de mesures dont les modalités concrètes restent à préciser. Cet accord de principe entre les Vingt-Sept a été obtenu alors que les positions de départ divergeaient notamment sur le recours à un plafonnement des prix du gaz, souhaité par plusieurs pays dont la France, mais auquel l'Allemagne était hostile.
En pratique, les dirigeants européens demandent au Conseil et à la Commission de préparer d'urgence des propositions concrètes sur la base des lignes directrices suivantes :
- l'achat conjoint de gaz sur une base volontaire,
- un nouvel indice de prix de référence complémentaire d'ici le début de l'année 2023 qui reflète plus exactement les conditions du marché du gaz,
- un corridor de prix dynamique temporaire pour les transactions portant sur le gaz naturel afin de limiter immédiatement les épisodes de prix du gaz excessifs,
- un cadre temporaire de l'UE visant à plafonner le prix du gaz utilisé dans la production d'électricité,
- des mesures de solidarité énergétique en cas de ruptures de l'approvisionnement en gaz au niveau national, régional ou de l'UE, en l'absence d'accords de solidarité bilatéraux.

## Sources

#### Documents de l'UE
- « Conseil européen, 20-21 octobre 2022 », sur Consilium, 21 octobre 2022.
- « Conclusions du Conseil européen, 20-21 octobre 2022 », sur Consilium, 21 octobre 2022.

#### Articles et autres documents
- « Énergie : l’Union européenne ne s’accorde que sur une « feuille de route » », Le Monde,‎ 21 octobre 2021 (lire en ligne).
- Anne Rovan, « Énergie : les Européens arrachent à l'Allemagne de premières concessions », Le Figaro,‎ 21 octobre 2022 (lire en ligne).

## Compléments